# Maria Beasley

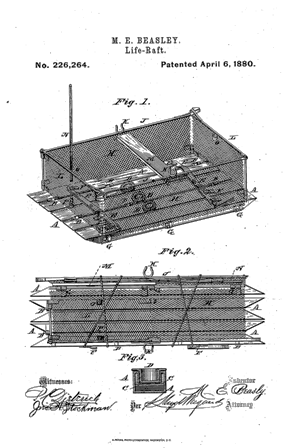
Maria Beasleys Patent für ein Rettungsboot, 6. April 1880.

Maria Elizabeth Hauser Beasley, geboren als Maria Elizabeth Hauser (1847 in Philadelphia – 1913 im Forsyth County, North Carolina) war eine US-amerikanische Unternehmerin und Erfinderin. Im Verlauf ihres Schaffens wurden ihr insgesamt vierzehn verschiedene Patente in zwei unterschiedlichen Ländern zugeteilt.

## Leben
Beasley heiratete im Jahr 1865 Samuel Beasley. Sie war in unterschiedlichen Berufen tätig, unter anderem als Schneiderin. Zwischen 1891 und 1896 wurde sie im Berufsverzeichnis der Stadt Chicago als Erfinderin gelistet.
Beasleys erstes Patent wurde ihr im Jahr 1878 zugeteilt. Das Patent beschrieb eine Maschine zur Produktion von Fassringen. Sie präsentierte ihre Erfindung im Rahmen der World Industrial and Cotton Exposition im Jahr 1884. Während der Expo zeigte sie ebenfalls eine verbesserte Variante ihres Rettungsbootes. Sie erhielt das zugehörige Patent 1882. Beasleys Maschine zur Herstellung von Fassringen erwies sich als durchaus lukrativ und brachte ihr eine beträchtliche Summe an Geld ein. Der Evening Star schrieb 1889, sie habe ein kleines Vermögen mit ihrer Erfindung gemacht. Mit Hilfe ihrer Erfindung war es möglich, 1.500 Fässer pro Tag herzustellen. Beasleys andere Erfindungen umfassten Fußwärmer, Pfannen, ein Gerät zur Vermeidung von Zugentgleisungen sowie zwei weitere Verbesserungen ihres Entwurfs eines Rettungsbootes. Letzteres wurde neben den USA auch in Großbritannien patentiert. Die von ihr entwickelten Rettungsboote wurden unter anderem auf der Titanic verwendet.
Im späteren Verlauf ihres Lebens wollte sie eine bessere Version eines Rettungsbootes entwickeln. Es sollte feuerfest, kompakt, sicher und einfach zu nutzen sein. Dieses verbesserte Design hatte sie 1880 erfunden, es umfasste eine Sicherheitsreling, welche das gesamte Boot einschloss. Weiterhin ließ sich diese Version falten und entfalten, um es platzsparend verstauen zu können.